# Lord Derby (manzana)
Lord Derby es una  variedad cultivar de manzano (Malus domestica).
Variedad de manzana procedente de una plántula, desarrollada probablemente de semillas de la variedad Catshead y de fuente de polen variedad Desconocida, cultivada por Whitham, gerente de un vivero en Stockport, Cheshire Inglaterra (Reino Unido). Descrito y documentado por primera vez en 1862. Las frutas son de textura bastante gruesa, algo secas con un sabor subácido. Cocina bien.

## Sinonimia
- "Derby",
- "London Major",
- "London Mayor".

## Historia
'Lord Derby' es una variedad de manzana procedente de una plántula, desarrollada probablemente de semillas de la variedad Catshead como Parental-Madre, y de fuente de polen como Parental-Padre de una variedad Desconocida. cultivada por Whitham, gerente de un vivero en Stockport, Cheshire Inglaterra (Reino Unido). Descrito y documentado por primera vez en 1862.
'Lord Derby' se cultiva en la National Fruit Collection con el número de accesión: 1978-300 y Accession name: Lord Derby (LA 73B).

## Características
'Lord Derby' es un árbol portador de espuelas, con porte esparcido compacto y vertical. Tiene un tiempo de floración que comienza a partir del 8 de mayo con el 10% de floración, para el 14 de mayo tiene una floración completa (80%), y para el 23 de mayo tiene un 90% de caída de pétalos.
'Lord Derby' tiene una talla de fruto de grande; forma amplia globoso cónica, y a menudo de forma irregular, con altura 66.83mm y anchura 78.05mm; con nervaduras fuertes, y corona de media a fuerte; epidermis con color de fondo verde que, importancia del sobre color bajo, con color del sobre color rojo, con sobre color patrón chapas, presentando manchas rojizas, que se vuelven doradas cuando están listas para ser recogidas, a veces se desarrollan chapas rojizas en esta etapa, el rostro expuesto al sol puede mostrar un leve rubor pardusco, "russeting" (pardeamiento áspero superficial que presentan algunas variedades) bajo; cáliz pequeño y cerrado, asentado en una cubeta poco profunda, ancha y fruncida que está rodeada por una corona de nudos irregulares; pedúnculo corto y grueso, hundido profundamente en su cavidad; carne de color blanco verdoso, muy ácido cuando la piel es verde, pero se suaviza y se vuelve un poco más dulce cuando la piel comienza a amarillear (Sin embargo, en muchos climas, Lord Derby no madura completamente), de grano grueso, suave y seca. Sabor dulce ácido.
Su tiempo de recogida de cosecha se inicia a finales de septiembre. Se conserva bien durante tres meses en cámara frigorífica.

## Progenie
'Lord Derby' es el Parental-Padre de la variedades cultivares de manzana:
- Eynsham Challenger

## Usos
De uso preferentemente en cocina pues hace una salsa cremosa entre otras muchas recetas. Una manzana claramente culinaria, conserva su forma pero se vuelve rosa cuando se cocina. Bueno para pasteles, aunque a menudo se prefiere un poco verde para que de un sabor ácido. Una vez que se pone amarillo, pierde tanto su sabor como su acidez. Es recomendable el uso de azúcar morena para endulzar y obtener el mejor sabor.
También se consume como manzana fresca de mesa y añadida en la elaboración de sidra plurivarietal.

## Ploidismo
Diploide, parcialmente autofértil. Para una mejor cosecha es necesaria una polinización con variedades del Grupo de polinización: D, Día 15.